# Csizmadia Csaba
Csizmadia Csaba (Marosvásárhely, 1985. május 30. –) magyar válogatott labdarúgó, edző.

## Pályafutása

### Klubcsapatokban
Pályafutása kezdetén a Kecskeméti TE színeiben játszott, később az FC Fehérvár játékosa lett, majd külföldön szerepelt három éven keresztül, közben összesen tizenkét mérkőzést játszott a válogatottban. 2012 januárjában két év után szerződést bontott a Ferencvárossal, amellyel bajnoki bronzot szerzett.Sokáig úgy tűnt, hogy visszatér a Kecskeméti TE-hez, ám végül a másodosztályú Gyirmót FC játékosa lett.  2014 januárjában másféléves szerződést kötött a Lombard Pápával. 2015-ben a Lombard kiesett, így Csizmadia felbontotta szerződését és az osztrák másodosztályú Floridsdorfer AC-ba szerződött. Pályafutása végén a Budafoki MTE játékosa, majd játékos-edzője volt.

### A válogatottban
2007-től 12 alkalommal szerepelt a magyar labdarúgó-válogatottban. Székelyföld színeiben részt vett a 2017-es és a 2018-as ConIFA labdarúgó-világbajnokságon.

### Edzőként
Pályafutása befejezését követően a 2019-2020-as szezont megelőzően a Budafok edzője lett. Az idény végén csapatával feljutott az élvonalba. A Budafok egy idényt követően kiesett az NB I-ből. Két fordulóval a bajnokság befejezése előtt hazai pályán kapott ki a csapat 9–2-re a Pakstól, ezt követően pedig Csizmadia lemondott a posztjáról. 2021 októberétől ismét a BMTE vezetőedzője lett, majd 2022 augusztusában megköszönték munkáját. 2023 nyarától a Gyirmót FC Győr vezetőedzője lett.

## Sikerei, díjai
- FC Fehérvár:
  - Magyar kupa-győztes: 2006
  - Magyar első osztály-bronzérmes: 2006
- Mattersburg:
  - Osztrák kupa-döntős: 2007
- Ferencvárosi TC: 
  - Magyar első osztály-bronzérmes: 2011

## Statisztika

### Mérkőzései a válogatottban
| Magyarország | Magyarország         | Magyarország                      | Magyarország  | Magyarország | Magyarország        | Magyarország | Magyarország | Magyarország |
| #            | Dátum                | Helyszín                          | Hazai         | Eredmény     | Vendég              | Kiírás       | Gólok        | Esemény      |
| ------------ | -------------------- | --------------------------------- | ------------- | ------------ | ------------------- | ------------ | ------------ | ------------ |
| 1.           | 2007. február 6.     | Limassol                          | Ciprus        | 2 – 1        | Magyarország        | barátságos   | -            |              |
| 2.           | 2007. február 7.     | Limassol (CYP)                    | Lettország    | 0 – 2        | Magyarország        | barátságos   | -            |              |
| 3.           | 2007. március 24.    | Podgorica                         | Montenegró    | 2 – 1        | Magyarország        | barátságos   | -            |              |
| 4.           | 2007. március 28.    | Budapest, Szusza Ferenc Stadion   | Magyarország  | 2 – 0        | Moldova             | Eb-selejtező | -            |              |
| 5.           | 2007. június 2.      | Iráklio, Pankritio                | Görögország   | 2 – 0        | Magyarország        | Eb-selejtező | -            |              |
| 6.           | 2007. augusztus 22.  | Budapest, Puskás Ferenc Stadion   | Magyarország  | 3 – 1        | Olaszország         | barátságos   | -            | 73'          |
| 7.           | 2007. szeptember 8.  | Székesfehérvár, Sóstói Stadion    | Magyarország  | 1 – 0        | Bosznia-Hercegovina | Eb-selejtező | -            | 72'          |
| 8.           | 2007. szeptember 12. | Isztambul, Beşiktaş İnönü Stadion | Törökország   | 3 – 0        | Magyarország        | Eb-selejtező | -            |              |
| 9.           | 2007. október 13.    | Łódź                              | Lengyelország | 0 – 1        | Magyarország        | barátságos   | -            |              |
| 10.          | 2007. november 17.   | Chișinău, Zimbru Stadion          | Moldova       | 3 – 0        | Magyarország        | Eb-selejtező | -            |              |
| 11.          | 2008. február 6.     | Limassol, Cirion Stadion (CYP)    | Magyarország  | 1 – 1        | Szlovákia           | barátságos   | -            |              |
| 12.          | 2008. március 26.    | Zalaegerszeg, ZTE Aréna           | Magyarország  | 0 – 1        | Szlovénia           | barátságos   | -            | 80'          |
|              | Összesen             |                                   |               | 12           | mérkőzés            |              | 0            | gól          |